# El Dinotren
Dinotren (originalment en anglès, Dinosaur Train) és una sèrie de dibuixos animats. Va ser creada per la televisió canadenca-estatunidenca-singapurès creada per Craig Bartlett. El primer capítol es va crear el 7 de setembre de 2009. Al setembre de 2018, PBS Kids havia ordenat 11 episodis més, portant el nombre total d'episodis a 100.

## Repartiment

### Versió original
- Phillip Corlett: Buddy #1.
- Sean Thomas: Buddy #2.
- Dayton Wall: Buddy #3.
- Chance Hurstfield: Buddy #4.